# SK Sršni Kutná Hora
SK Sršni Kutná Hora (celým názvem: Sportovní klub Sršni Kutná Hora) je český klub ledního hokeje, který sídlí v Kutné Hoře ve Středočeském kraji. Založen byl v roce 2011 oddělením mládežnických oddílů od klubu TJ Stadion Kutná Hora, jehož mužský oddíl zanikl o rok později. Historii kutnohorského hokeje je ovšem výrazně starší, datuje se již od roku 1932. Od sezóny 2017/18 působí ve Středočeské krajské lize, čtvrté české nejvyšší soutěži ledního hokeje. Klubové barvy jsou černá a žlutá.
Své domácí zápasy odehrává na zimním stadionu Kutná Hora s kapacitou 2 500 diváků.

## Přehled ligové účasti
Stručný přehled
Zdroj: 
- 2011–2017: Středočeská krajská soutěž (5. ligová úroveň v České republice)
- 2017– : Středočeská krajská liga – sk. Východ (4. ligová úroveň v České republice)

Jednotlivé ročníky
Zdroj: 
Legenda: ZČ – základní část, červené podbarvení – sestup, zelené podbarvení – postup, fialové podbarvení – reorganizace, změna skupiny či soutěže
| Česko (2011 – ) |                                       |           |          |                                     |          |
| Sezóny          | Soutěž                                | Úroveň    | ZČ       | Play-off, nadstavba, sk. o udržení… | Poznámky |
| 2011/12         | Středočeská krajská soutěž            | 5. úroveň | 5. místo |                                     |          |
| 2012/13         | Středočeská krajská soutěž            | 5. úroveň | 4. místo | Finálová skupina (3. místo)         |          |
| 2013/14         | Středočeská krajská soutěž            | 5. úroveň | 3. místo | Finálová skupina (3. místo)         |          |
| 2014/15         | Středočeská krajská soutěž            | 5. úroveň | 2. místo |                                     |          |
| 2015/16         | Středočeská krajská soutěž            | 5. úroveň | 2. místo |                                     |          |
| 2016/17         | Středočeská krajská soutěž            | 5. úroveň | 2. místo | Semifinále                          | Postup   |
| 2017/18         | Středočeská krajská liga – sk. Východ | 4. úroveň | 8. místo | Baráž o KLM (1. místo)              |          |
| 2018/19         | Středočeská krajská liga – sk. Východ | 4. úroveň | 8. místo | Baráž o KLM (1. místo)              |          |
| 2019/20         | Středočeská krajská liga – sk. Východ | 4. úroveň |          |                                     |          |